# Novobanský potok
Novobanský potok je vodní tok na Středním Pohroní v okrese Žarnovica na Slovensku. Jedná se o pravostranný přítok řeky Hron, je dlouhý 10,2 km a patří mezi toky III. řádu.

## Průběh toku
Novobanský potok pramení v geomorfologickém celku Pohronský Inovec, na jihovýchodním svahu Vojšína. Od pramene teče nejprve východním směrem, avšak po přibrání prvního přítoku se jeho tok stáčí směrem na severojih. Protéká městem Nová Baňa.

### Přítoky
Mezi jeho hlavní přítoky patří:
- zprava: Kyzový potok, Zajačí potok, přítok ze severozápadního svahu Viničného vrchu (665,0 m n. m.), Starohutský potok

- zleva: přítok spod kóty 633,4 m, Suchý potok a přítok spod Kohútova